# Rosemary Church
Rosemary Church (Belfast, 10 november 1962) is een Brits-Amerikaans journaliste en televisiepresentatrice. .
Zij presenteert de ochtend-editie van CNN Newsroom. Eerder was zij werkzaam als verslaggever en nieuwslezer voor de Australian Broadcasting Corporation (ABC).  

## Afkomst en opleiding
Geboren in Noord-Ierland verbleef Church in Engeland, waarna zij op haar achtste met het ouderlijk gezin verhuisde naar Australië.
Ze behaalde een Bachelor of Arts-graad aan de Australian National University in Canberra en voltooide haar studies in Media en Rechten.

## Carrière
Church trad in 1998 in dienst bij CNN International als anchor voor World News met het CNN-hoofdkwartier in Atlanta als standplaats..
Bij ABC News werkte ze aanvankelijk als senior anchor voor de internationale tak van de Australische televisie. Ook deed ze aan verslaglegging voor het programma Buitenlandse Correspondent. Verder presenteerde zij het avondnieuws in Tasmanië en de zomer-editie van The World At Noon.
Voorafgaand presenteerde zij weekend nieuws op Network Ten en werkte zij vijf jaar lang in Canberra voor de National Media Liaison Service.
Church besteedde verscheidene jaren in de late 1980's en vroege 1990's als gastvrouw van het radioprogramma Church on Sunday op zondagochtend met een mix van muziek, evenementen in Canberra. 
Church werd in 1997 onderscheiden met de New York Festival's TV Programming Award (in zilver) voor haar verslaggeving over de overdracht van de Britse kroonkolonie Hong Kong aan China.